# Nourredine Aba
Pour les articles homonymes, voir Aba.
Nourredine Aba (ou Noureddine), né le 16 novembre 1921 à Colbert (Aïn Oulmene) dans la wilaya de Sétif en Algérie et mort à Paris 13e le 19 septembre 1996, est un poète, dramaturge et conteur algérien créateur en 1991 de la Fondation Aba décernant des prix aux meilleurs écrivains de l'année.

## Biographie
Noureddine Aba est lycéen à Sétif où il rencontre Kateb Yacine. Il sera son compagnon et son ami. Après avoir été mobilisé de 1943 à 1945, il suit le procès des criminels nazis à Nuremberg. Il devient ensuite conseiller technique à l'édition et collabore à la revue Présence africaine dès sa création. Il se tourne peu après à l'écriture.
Plusieurs de ses pièces furent jouées en Europe. Une si grande espérance a été mise en scène par Nasser-Edine Boucheqif avec plusieurs comédiens ayant fui le terrorisme qui avait fait des milliers de morts en Algérie. Parmi les interprètes de la pièce, Nasser-Edine Boucheqif (poète, essayiste, dramaturge, peintre) dans le rôle de Yacine et Nadia Kaçi dans le rôle de Sahira ainsi que d'autres comédiens : Aissa Moulfra, Mohamed Ourdach... Gravement malade, portant un pace-maker à la suite d'une opération lourde du cœur et condamné à mort par les militaires et le Gia en Algérie, Noureddine Aba tenait malgré tout à assister aux représentations et lectures publiques de sa pièce.  
À partir de 1982, Noureddine Aba donne des conférences dans des universités européennes et nord-américaines. Il a enseigné la littérature algérienne à l'Université de l'Illinois à Urbana-Champaign (Illinois, États-Unis).
Il crée en 1990 la fondation littéraire qui porte son nom. Le premier écrivain à être couronné est, en 1992, le journaliste-écrivain Tahar Djaout, assassiné quelques mois plus tard.